# Фауна Пермского края
В Пермском крае насчитывается около 60 видов млекопитающих (более 30 из них имеют промысловое значение), более 270 видов птиц, 39 рыб, 6 видов пресмыкающихся и 9 видов земноводных.

## Млекопитающие
В Пермском крае обитает 62 вида млекопитающих.
Из хищных млекопитающих в крае широко распространена лесная куница. По всей территории встречаются волки, лисы, кабаны. Также встречаются горностай и ласка, в южных районах — барсук и выдра, в северных — росомаха. В небольшом количестве присутствуют медведи и рыси.
Из парнокопытных наиболее распространены в крае лоси.
В крае проводятся работы по акклиматизации и разведению пушных зверей — бобра, енотовидной собаки, ондатры, песца и норки.
Некоторые виды млекопитающих, обитающих в крае, малочисленны и нуждаются в охране — это сибирская косуля, выхухоль, ёж обыкновенный, европейская норка и рукокрылые.

### Лоси

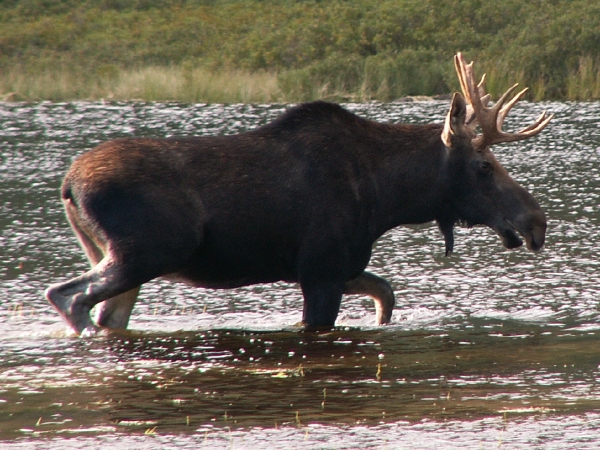
Лось

Лось (лат. Alces alces) — самый крупный зверь в Пермском крае. Длина тела до 2,9 м, высота в холке 2 м, масса 300—380 кг (отдельные особи — до 500—540 кг).
Лось распространён по всей территории края, обитает в основном в местах, богатых веточным и травянистым кормом — зарастающих вырубках, приречных лесах и заболоченных участках, а в зимнее время — в хвойных лесах.
Лось — промысловый зверь, его отстрел производится по лицензиям, но много лосей гибнет от волков и браконьеров.

### Бобры

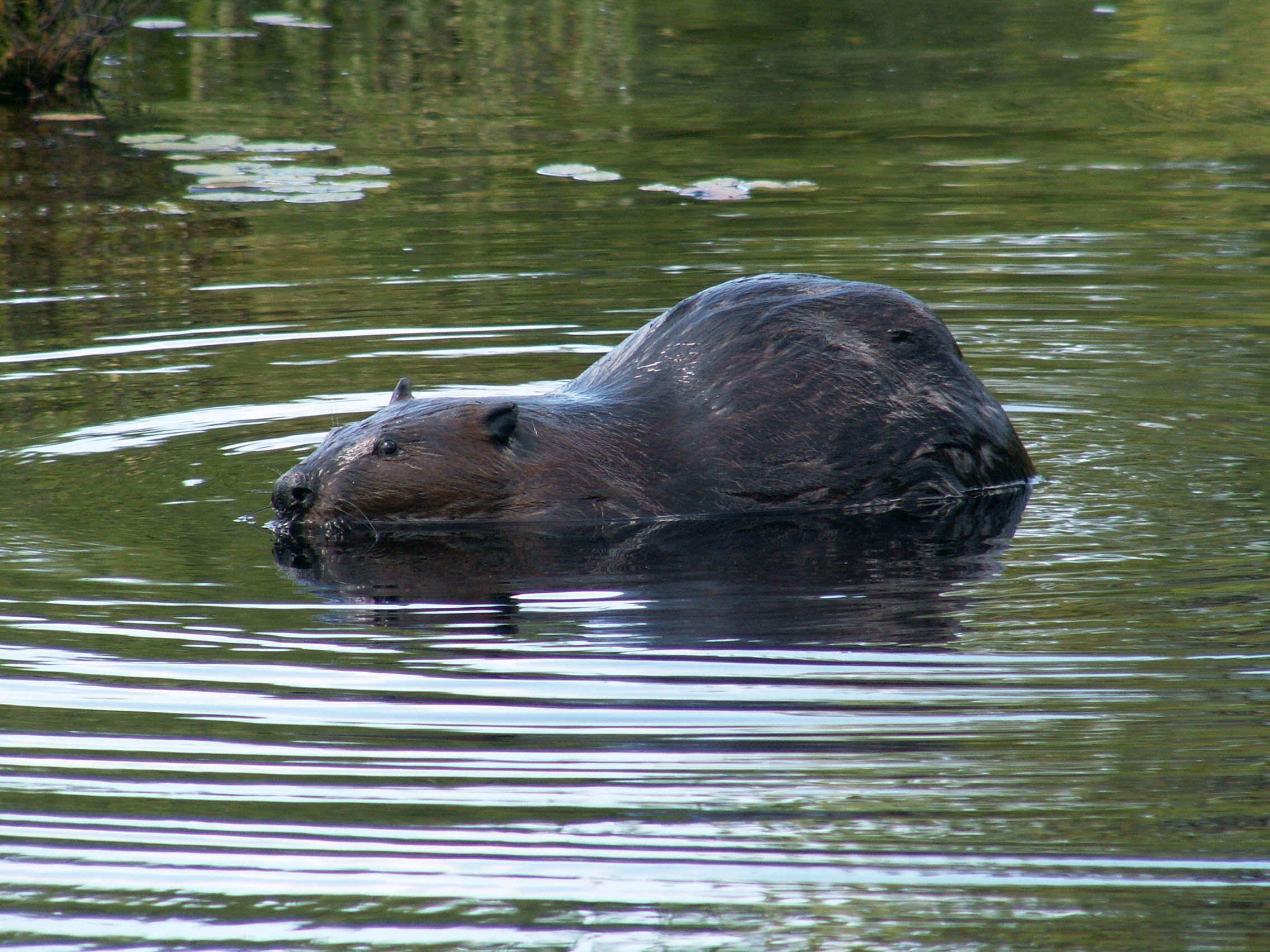
Евразийский бобр

Евразийский бобр (лат. Castor Fiber) — крупнейший из грызунов, обитающих в Пермском крае. В длину достигает в среднем 80 см (хвост — 30 см). Средняя масса — 18 кг. Приспособлен к полуводному образу жизни.
До XX века был широко распространён в водоёмах края, но к началу XX века был почти полностью истреблён в результате интенсивной добычи. В 1947 году начались работы по восстановлению поголовья бобра в Пермской области, в результате чего численность бобров существенно возросла, что позволило снова начать лицензионный промышленный отлов бобров ради их красивого и прочного меха.
Типичное жилище бобра в Пермском крае — сложно устроенная нора, или так называемая хатка, вырытая в береге реки, достигающая в высоту 3 м, если это позволяет высота берега. Вход в жилище размещается под водой и для поддержания её постоянного уровня бобры сооружают плотины. Селятся бобры семьями по 4-8 особей.
Основной составляющими рациона бобров Пермского края в зимний период являются кора и ветви ивы и осины, а в летний период — водные и прибрежные травянистые растения.

### Зайцы
Зайцы — семейство из отряда зайцеобразных — представлены в крае двумя видами:
- Заяц-беляк (Lepus timidus) — наиболее распространённый вид. Обитает на участках леса, перемежающихся открытыми пространствами, и в зарослях кустарников на берегах рек. Его численность в разные годы сильно колеблется. Ежегодно около 10 000 беляков становится добычей охотников.
- Заяц-русак (Lepus europaeus) обитает преимущественно на открытых пространствах: полях, лугах, больших вырубках и т. п. Впервые появился в Прикамье в конце XIX века и стал распространяться из южных районов на север по мере вырубки лесов. Однако, из-за постепенного зарастания вырубок, практически исчез в средней части края. По численности уступает беляку в несколько десятков раз.[5]

### Мыши

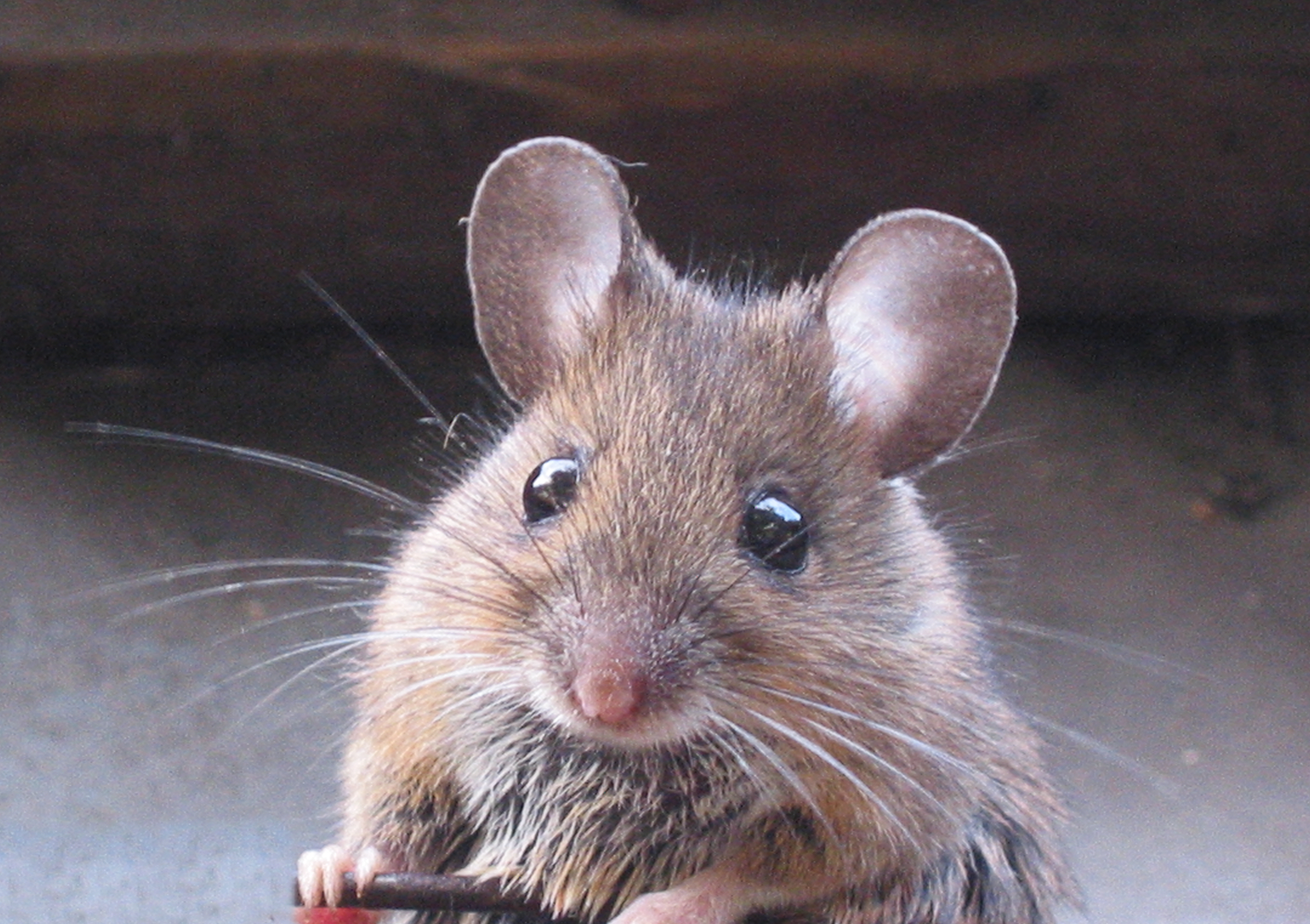
Домовая мышь

Семейство мы́ши (лат. Muridae) в Пермском крае представлено четырьмя видами:
- Серая крыса, или пасюк (лат. Rattus norvegicus), распространена по всему краю, за исключением самых северных и труднодоступных таёжных районов. Впервые попала на Урал во второй половине XIX века в результате развития железных дорог и других видов транспорта. Обитает исключительно в поселениях человека и наносит значительный вред, поедая и загрязняя продукты питания. Всеядна, отличается большой плодовитостью: по 2—8 помётов в год, в среднем по 6—11 детёнышей.
- Домовая мышь (лат. Mus musculus) также обитает в поселениях людей, уничтожает продукты питания и повреждает предметы.
- Лесная мышь (лат. Apodemus sylvaticus) живёт в лесах, кустарниках и по берегам рек.
- Полевая мышь (лат. Apodemus agrarius) селится в полях и лугах, на вырубках, а также по берегам рек.

Лесные и полевые мыши — сумеречные животные. Питаются семенами, ягодами, частями растений и насекомыми. Они являются пищей для промысловых видов хищных зверей. Мышиные переносят возбудителей таких заболеваний, как туляремия, лептоспироз, рожистая инфекция, клещевые сыпнотифные лихорадки.

### Полёвки

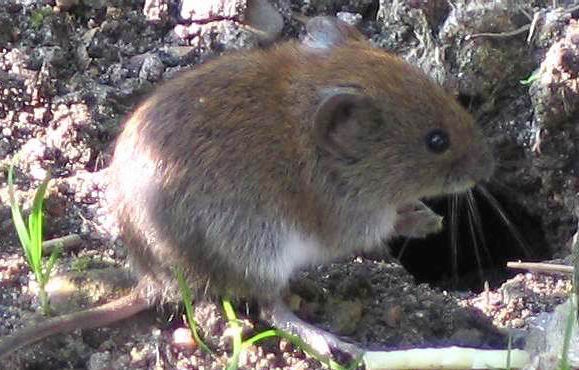
Рыжая полёвка

В Пермском крае обитают 8 видов полёвок, среди них наиболее многочисленный — рыжая полёвка (лат. Clethrionomys glareolus). Другие, менее многочисленные, виды полёвок:
- водяная полёвка (Arvicola terrestris);
- обыкновенная полёвка (Microtus arvalis);
- тёмная полёвка (Microtus agrestis);
- полёвка-экономка (Microtus oeconomus) — распространена по всему краю, но немногочисленна;
- красно-серая полёвка (Clethrionomys rufocanus) — в северных и северо-восточных горно-таёжных районах;
- узкочерепная полёвка (Microtus gregalis).[7]

Полёвки в Пермском крае — один из главных переносчиков возбудителей туляремии и энцефалитных клещей.
Полёвки служат пищей для следующих хищников: куньи, лисы, совы, канюки, соколы.

## Птицы
Птицы, распространённые в лесах края: вороны, воробьи, сороки, голуби, дятлы, поползни, глухари, тетерева, рябчики, клесты, дрозды, снегири, свиристели, синицы (несколько видов). Из перелётных птиц встречаются скворцы, дрозды, грачи, ласточки, кулики, иволги, жаворонки, цапли, чайки, трясогузки аисты и другие. Птицы, имеющие большое промысловое значение: глухарь, тетерев, рябчик, утки, гуси.
Из хищных встречаются: ястреб, коршун, орёл, филин, сова.

## Насекомые
Летающие: Комары, мухи, мошкара, оводы, слепни, шершни, шмели, осы, пчёлы, майский жук, колорадский жук, божьи коровки, мотылёк, бабочки и др.
Ползающие:  тараканы, клещи, кузнечики, саранча

## Рыбы
Ёрш, окунь, язь, сорога, налим, сом, щука, вьюн, судак, стерлядь, карп, карась, пескарь, сазан, лещ, хариус, окунь

## Пресмыкающиеся
Гадюки, ужи, ящерицы и т.д

## Паукообразные
Алопекоза кунгурская